# NNTP
Network News Transfer Protocol (NNTP) je internetski aplikacijski protokol koji služi za prenošenje Usenet članaka (netnews - mrežne vijesti) između poslužitelja kao i za čitanje i slanje vijesti od strane krajnih korisnika. Ovaj protokol je opisan s internetskim standardom RFC 997 1986., a njeni glavni autori su Brian Kantor s University of California, San DiegoPhil Lapsley s University of California, Berkeley.